# 査干湖
査干湖または査乾湖（さかんこ、中: 查干湖（チャガンフ）、蒙: ᠴᠠᠭᠠᠨ ᠨᠠᠭᠤᠷ）とは、中華人民共和国・吉林省松原市前ゴルロス・モンゴル族自治県にある湖である。同省最大の内陸湖であり、中国国内で7番目に大きい淡水湖である。
湖の名前はモンゴル語で「純白」を意味し、冬に湖に穴を開け網を使って魚を取る伝統漁が行われることでも有名である。

## 概要
査干湖は霍林河の末端にある天然ダムでもあり、水位が130 mを越えると湖水は付近の湖を経由して嫩江に流れる。コイやハクレン、キンギョ等の68種の魚、20種の野生生物、ナベヅルやマガモ等239種類の野鳥が生息しており、139種類の薬草を含む200種類の野生植物が群生している。年間6,000 t以上の魚が食用として捕られている他、近年ではエビや真珠の養殖も行われている。

## 歴史
古くは宋や遼の時代の書物に大水泊、大魚泊として名前が記されている。曾公亮の『武経総要』には、「鴨子河は大水泊の東、黄龍府の西にあり、鴨や雁が生まれ育つ所である。」「大水泊の周囲の長さは300里である。」と記されている。黄龍府は現在の農安県の農安鎮であり、鴨子河は現在の松花江北部にあたり、嫩江との合流地点より下流の東部に位置する。『武経総要』での範囲で条件に当てはまる湖は査干湖のみであるため、大水泊が査干湖であると考えられている。
遼代には初代皇帝・耶律阿保機から最後の皇帝・天祚帝まで、歴代の皇帝が狩猟を行う目的で毎年の春に側室と共に上京臨潢府から査干湖まで向かったとされている。皇帝は湖面の氷に穴を開けて魚を捕り、その魚を用いて宴会を開いていた。また、雁や白鳥の鳴き声が聞こえれば、鳥の狩猟を始め、皇帝が放ったシロハヤブサが捕らえたガチョウは宴会に用いられた。また、同じ時期に地元の部族の首長が集める目的で「春捺鉢」という公務が行われた。この時代の査干湖の面積は、約600 km2であった。
明代には大水泊は拝布爾察罕大泊（拜布尔察罕大泊）（別名・白馬児大泊（白马儿大泊））と呼ばれるようになり、これが査干湖へと名称が代わるきっかけとなったと考えられている。
中華人民共和国となった後に農地の水利事業が大きく進歩し、霍林河上流に多くの貯水池が造られたため、下流に流れる水量が減少したため、査干湖の面積も大幅に減少し、1976年までに50 km2程まで縮小した。1970年代には新廟一帯で新たな油田が発掘され、湖の東部が埋め立てられた結果、現在の湖の形となった。湖の水量が減り、湖の乾燥が進んだことで湖底にあった炭酸ナトリウムが飛散し、周囲の耕作地などに影響を与えた他、湖周辺の降水量が減少が生態系に影響を与えた。
湖の環境を改善するため、県政府と地元の党委員会は松花江の水を査干湖に引き入れるという「引松工程」という計画を実行した。この計画の結果、松花江から毎年1億5000万 m3にも及ぶ水が湖に流れ込み、湖の水量が元に戻り、水質が大幅に改善した。環境保護監視部門による調査の結果、湖の塩分濃度が低下し、pHも弱塩基性である8.4まで低下した。また、水質改善の結果、水中のプランクトンや藻類の数が増加し、湖岸の葦が再生し、水産資源の生産量が年々増加した。
1986年8月に吉林省は査干湖周辺を「吉林省査干湖自然保護区」として自然保護区に認定し、2007年5月14日に国家級自然保護区へと昇格した。

## 冬捕
査干湖は冬に湖に穴を開け、網を使って魚を取る伝統漁「冬捕」が行われることでも有名である。
冬捕は湖付近にある西山外村の村民によって行われる漁の中で最も重要な漁である。この漁は、当日に氷上で漁を行う約60人の漁師を含め、村人全員が何かしらの役割を分担して作業を行う。村の漁師たちはカメを河の神の化身として崇めているため、冬捕を行う前に村から20 km離れた「河神廟」と呼ばれる祠へ馬車で向かい、儀式を行う。この儀式は、祠の前に紙を広げた後に殺したニワトリや蒸し饅頭、黄酒等を載せて神に供え、漁師は神に向かって3回礼を行い、安全と大漁を祈願するという儀式である。
冬捕当日に漁師は午前2時に起床し、午前3時頃に村を出発する。その後、「漁撈長」と呼ばれる、熟練の漁師が夏から冬までの間、湖氷の具合などの変化を観察して決定した場所に向かう。到着すると漁撈長が氷の下でどのように網を移動させるかを決め、漁師全員で道具の準備を開始する。その後、決めた経路に従うように氷に100以上の穴を開ける。「入網口」は8人がかりで穴を開け、そこから網を左右に広がるように入れ、それぞれ2人がかりで網が出網口から引き上げることが出来るように網を移動させる。
漁で使われる網は、イチビの繊維で作られており、1枚20 mの網48枚で構成されている。秋に漁師がイチビの茎を刈り、水に浸けて汚れを除去し、茎を柔らかくする。その後、村の女性と老人が繊維に加工し、禁漁期の間に1世帯毎に2、3か月かけて1枚の網を編んでいる。最後に漁撈長や縄の職人が各世帯から網を集め、出来を確認しながら、1枚の網を作っている。昔はこの網をブタの血に浸けて煮沸しており、網が赤く染まり丈夫になっていた。これは、この地域では一度の網で多くの魚を捕らえることを「紅網」と呼んでおり、網を赤く染めて験担ぎを行っていたためである。
網を引き上げる際には、4、5頭の馬を利用して、漁撈長の合図を基に旗で指示しながら、2 m四方の出網口から引き上げる。網が引き上がり、魚が氷上に出てきた時点で競りが開始される。このとき最初に上がった魚は幸運を呼ぶと信じられており、他の魚よりも高値で競売にかけられる。
2002年以降、県は文化継承を目的として毎年「査干湖氷雪捕魚節（查干湖冰雪捕鱼节）」という祭りを開催している。